# Ghost Movie
Ghost Movie (Originaltitel A Haunted House) ist eine US-amerikanische Horror-Parodie aus dem Jahr 2013 mit Marlon Wayans in der Hauptrolle. Regie führte Michael Tiddes; das Drehbuch schrieben Marlon Wayans und Rick Alvarez. Der Film startete in den Vereinigten Staaten am 11. Januar 2013, in Deutschland am 21. Februar 2013. Das Produktionsbudget betrug 2,5 Millionen US-Dollar. 2014 wurde im April mit Ghost Movie 2 eine Fortsetzung in die Kinos gebracht.
Der Film parodiert das Found-Footage-Genre, zu dem beispielsweise Paranormal Activity oder Devil Inside gehören. Hauptdarsteller Wayans beschrieb den Inhalt als „nicht genau eine Parodie“ (not exactly a parody); der Film zeichnete sich eher durch lustige Rollen aus, die das Gegenteil von dem tun, was sie in Filmen des parodierten Genres machen würden.

## Handlung
Das junge Paar Malcolm und Kisha ist gerade in ihr Traumhaus gezogen. Malcolm hält die ersten Tage im neuen Heim auf Video fest. Schon bald scheint es, dass das junge Paar dort nicht alleine wohnt. Jedoch befinden sich keine Geister mit im Haus. Der Spuk geht von Kisha aus. Sie hatte als junges Mädchen einen Pakt mit dem Teufel geschlossen, infolge dessen sie von einem Dämon verfolgt und schließlich durch diesen besessen wurde. Malcolm setzt alles daran, den ungebetenen Gast loszuwerden und beauftragt Priester, Geisterjäger oder Exorzisten, um dies zu erreichen.

## Rezeption
Am US-Eröffnungswochenende spielte der Film, der mit 2160 Kopien gestartet hatte, 18,1 Millionen US-Dollar ein; das ist mehr als das siebenfache der Produktionskosten. Bis zum 16. April 2013 spielte er allein in Nordamerika (USA und Kanada) 40 Mio. US-Dollar ein.
Der Film wurde von Kritikern weitgehend negativ aufgenommen. Von 53 ausgewerteten Kritiken bei der Metaseite Rotten Tomatoes erhielt der Film nur 9 % positive Bewertungen.

„Der von Michael Tiddes inszenierte ‚Ghost Movie‘ erweist sich dabei als durchaus clever angelegte Parade von derben Zoten, boshaften Witzen, gezielten Geschmacklosigkeiten und entlarvenden Seitenhieben, die allerdings nur halb so lustig ist, wie sie hätte sein können.“

„Parodien auf ‚Paranormal Activity‘ und andere Found-Footage-Horrorfilme mussten zu oft für einen Witz herhalten.“

„Ein müder Versuch der Verballhornung des inflationären "Found Footage"-Horrors, wobei der Inszenierung nicht mehr einfällt, als mit infantilen Fäkalwitzchen eine nicht vorhandene Handlung auf Spielfilmlänge zu dehnen.“

„Infantil wäre hier schon ein Kompliment. Ghost Movie greift bei seinem Humor nicht in die unterste Schublade, sondern schaut direkt unter dem Schrank nach und jagt einem mehr Angst ein als all die Horrorfilme, derer er sich annimmt – die Angst vor einem Sequel.“